# 釘村忠
釘村 忠（くぎむら ただし、1984年3月5日 - ）は、宮崎県都城市出身のエンデューロライダー。身長169cm、体重60kg、血液型：A型。愛称は「釘ちゅー」。
2023年現在日本人唯一のISDE（国際6日間エンデューロ）金メダリストであり、4度のJEC（全日本エンデューロ選手権）王者。
若手育成プロジェクト：Young Gunsを運営。2023年からJECの選手会会長を務める。

## 来歴
5歳からオフロードバイクを始める。2001年に全日本モトクロス選手権国際B級（アマチュア）のチャンピンを獲得。都城東高等学校を卒業すると同時にプロライダーとなり、全日本選手権や国際大会に出場。10年間国内最高峰のレースカテゴリに参戦。
2014年より全日本エンデューロ選手権に参戦し、4回の年間チャンピオンを獲得。
2019年には、オフロード競技のオリンピックと称される「ISDE（インターナショナル6Daysエンデューロ）」に参戦し、日本人として初めてゴールドメダルを獲得した。
2020年よりイタリアのオートバイメーカーで、世界選手権の強豪であるベータのワークス格であるワイズ・ベータ・レーシングに移籍。

## レース戦歴
| 年     | シリーズ                                       | クラス       | チーム                   | 優勝 | 順位               |
| ------ | ---------------------------------------------- | ------------ | ------------------------ | ---- | ------------------ |
| 2001年 | 全日本モトクロス選手権                         | 国際B級125cc |                          |      | 1位                |
| 2001年 | 全日本モトクロス選手権                         | 国際B級250cc |                          |      | 3位                |
| 2002年 | 全日本モトクロス選手権                         | 国際A級250cc | ヤマハレーシングチーム   |      | 19位               |
| 2003年 | 全日本モトクロス選手権                         | 国際A級250cc | ヤマハレーシングチーム   |      | 22位               |
| 2004年 | 全日本モトクロス選手権                         | 国際A級125cc | ヤマハレーシングチーム   | 1回  | 9位                |
| 2005年 | 全日本モトクロス選手権                         | 国際A級125cc | ヤマハレーシングチーム   | 2回  | 10位               |
| 2006年 | 全日本モトクロス選手権                         | 国際A級125cc | ジュビロレーシングチーム |      | 14位               |
| 2007年 | 全日本モトクロス選手権                         | 国際A級IA2   | チームYZ                 | 2回  | 3位                |
| 2008年 | 全日本モトクロス選手権                         | 国際A級IA1   | ジュビロレーシングチーム |      | 16位               |
| 2009年 | 全日本モトクロス選手権                         | 国際A級IA1   | カワサキレーシングチーム |      | 欠場               |
| 2010年 | 全日本モトクロス選手権                         | 国際A級IA1   | カワサキレーシングチーム |      | 欠場               |
| 2012年 | JEC全日本エンデューロ選手権                    | 国際B級      | チームハスクバーナ       | 2回  | ９位               |
| 2013年 | JEC全日本エンデューロ選手権                    | 国際A級      | チームハスクバーナ       | 3回  | 5位                |
| 2014年 | JEC全日本エンデューロ選手権                    | 国際A級      | Team TARGET              | 2回  | 2位                |
| 2015年 | JEC全日本エンデューロ選手権                    | 国際A級      | N.R.T.                   | 3回  | 1位                |
| 2016年 | JEC全日本エンデューロ選手権                    | 国際A級      | N.R.T.                   |      | 4位                |
| 2017年 | JEC全日本エンデューロ選手権                    | 国際A級      | N.R.T.                   | 3回  | 1位                |
| 2018年 | JEC全日本エンデューロ選手権                    | 国際A級      | Team TARGET              | 1回  | 3位                |
| 2019年 | JEC全日本エンデューロ選手権                    | 国際A級      | Team TARGET              | 3回  | 1位                |
| 2019年 | インターナショナルシックスデイズ・エンデューロ | E2クラス     | 日本代表                 |      | ゴールドメダル獲得 |
| 2020年 | JEC全日本エンデューロ選手権                    | 国際A級      | 宗七音響Wise Beta Racing | 3回  | 1位                |